# Leuchtturm Heiligenhafen
Der Leuchtturm Heiligenhafen ist ein Leit- und Warnfeuer am Fehmarnsund. Der weiße Leitsektor bezeichnet die Ansteuerung von Heiligenhafen, der grüne Sektor warnt vor dem Graswarder und der rote Sektor vor dem Großenbroder Steinriff.

## Geschichte
Für die sichere Rückkehr der Fischereifahrzeuge zog man ab 1885 abends eine Laterne mit einem Parabolspiegel an einem Fischerhaus auf. Als das Gebäude durch einen Brand zerstört wurde, errichtete man 1907 einen 12 Meter hohen runden Leuchtturm mit einer eisernen Laterne, der 1938 durch den heutigen viereckigen Turm aus Mauerwerk mit einer Verblendung aus Klinkern ersetzt wurde. Die drei Jahreszahlen sind auf der Seeseite des Turms angebracht.
Der Leuchtturm wird vom Wasserstraßen- und Schifffahrtsamt Ostsee unterhalten und von der Verkehrszentrale Travemünde überwacht.